# Kimberly Marshall

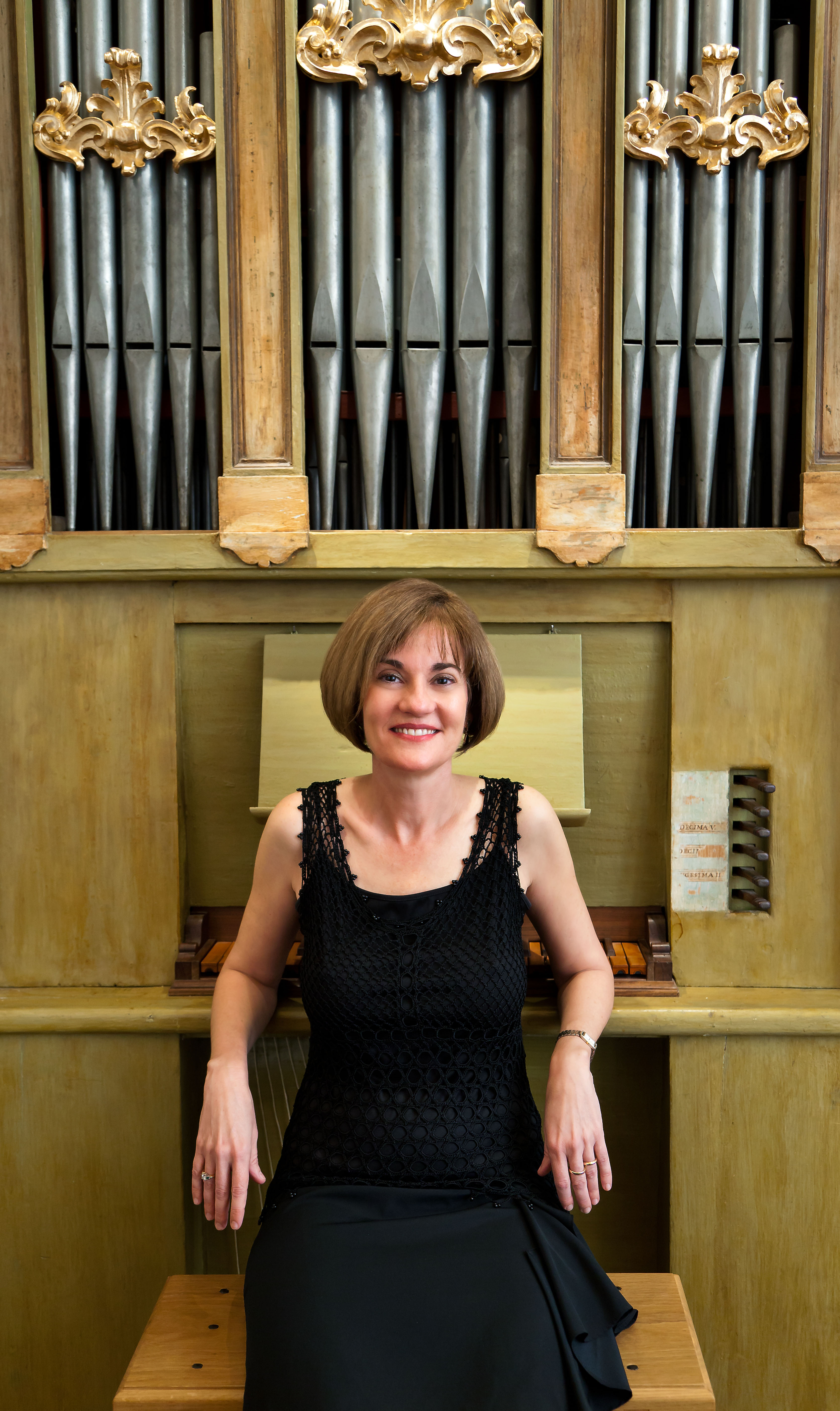
Kimberly Marshall, 2012

Kimberly Marshall (* 8. Mai 1959 in Winston-Salem) ist eine US-amerikanische Organistin und Musikwissenschaftlerin.

## Leben
Kimberly Marshall begann ihre musikalische Ausbildung 1974 bei John Mueller an der North Carolina School of the Arts. Ihr Interesse an französischer Orgelmusik führte sie 1978 nach Frankreich zu Louis Robilliard und Xavier Darasse. 1981 kehrte sie in die USA zurück und schloss ihre Studien 1982 bei Douglas Fenner ab. Sie ergänzte ihre Ausbildung an der Universität in Oxford, wo sie mit einer Arbeit zur spätmittelalterlichen Orgel promoviert wurde (Ph.D.). 1986 erfolgte die Ernennung zur Assistant Professor of Music  und zur Universitätsorganistin an der  Stanford University. 1991 forschte und lehrte sie am Sydney Conservatorium of Music in Australien. 1996 bis 2000 war sie Projektleiterin am Gothenburg Organ Art Center in Schweden. 1998 wurde sie zur Associate Professor of Music an die Arizona State University berufen.

## Preise und Auszeichnungen
- 1985: St. Albans Organ Interpretation Competition

## Tondokumente
- The Earliest Printed Organ Music: Arnold Schlick. Recorded on the Paul Fritts organ at Arizona State University. Loft recordings, 2012.
- A Fantasy Through Time. Five Centuries of organ Fantasies on the Richards-Fowkes organ at Pinnacle Presbyterian Church, Scottsdale, Arizona (with accompanying DVD) Loft Recordings, 2009.
- Gothic Pipes. The Earliest Organ Music, recorded on the Edskes-Blank organ in the Predigerkirche, Basel, Switzerland; Loft Recordings, 2004.
- Bach Encounters Buxtehude. Recorded on the Fritts organ at Arizona State University; Loft Recordings, 2002.
- Divine Enterpe. 15th–20th Century Organ Music by Women Composers, recorded on the Rosales organ at Trinity Episcopal Church, Portland, Oregon; Loft Recordings, 2000.
- Sienese Splendor. Italian Renaissance Organ Music on the Piffaro Organ, 1519; Pickwick Group, PCD 971; 1991; reissued by Loft Recordings, 2002.
- Bach & the French Influence. Recorded on the Fisk organ at Stanford University; Loft Recordings, 2000.
- Bach & the Italian Influence. Recorded on the Fisk organ at Stanford University; Loft Recordings, 2000.
- El Órgano Histórico Español. Antonio de Cabezón, project sponsored by the Quinto Centenario España; Auvidis Valois, V 4645; 1992.
- A Little French Music. Organ Music from four centuries played on the Littlefield house organ; Pickwick Group, PCD 1005; 1992.
- Frescobaldi. Frescobaldi played on an authentic Italian organ from 1742, now located at Arizona State University, Loft Recordings.
- Kimberly Marshall plays the Cavaille-Coll Organ of St. Sernin, Toulouse. Priory, 1989.[2]